# 英国自由主义左派
英国自由主义左派是英国自由民主党内部一个有组织的政治派別，该派别反对自民党参加2010-2015年与保守党的联盟。

## 历史渊源

### 派系创立
2012年2月，英国自由主义左派宣布成立。据该组织负责人琳达·杰克称，该派系宗旨是影响和左右政府政策的内部压力集团。
琳达·杰克援引英国《卫报》报道：

“我们正在不失时机地协调当前那些愤懑不平但不协调并且无法被公众所知的声音”。

“我们自视为压力集团，并且与我党的大部分目标相同，但我们相信我们需要在两个方面做出建树：其一，质疑现有的经济和财政政策的领导地位。其二，在自由民主党、工党、绿党以及无党制自由左派之间建立良好的关系”。
杰克指出，自由主义左派的出现源于对自由民主党活动家的不满，“我们的领导层似乎已经走了多远，特别是在那些违背我们宣言和价值观的政策上”。
在其创立宣言中，自由主义左派谴责自由民主党领袖尼克·克莱格将该党右翼化，使其成为“欧洲怀疑论者、新古典自由主义者以及社会保守主义政府的一部分”。该宣言进一步呼吁自由民主党、工党、绿党以及左翼无党派人士之间进行公开对话。

### 与工党交
自由主义左派被自由民主党政治家加雷思·埃普斯视为以党派活动家为中心的与进步的压力集团康帕斯亲近的团体，该集团是一个以工党为基础的联盟，但也包括与自由民主党和绿党有关联的成员。
在自由主义左派团体成立后不久发表的一份声明中，康帕斯智囊团主席尼尔·劳森对新成立的自民党派系的成立表示欢迎，并向工党读者宣布：

“任何有碍于联盟中的中右派投票群体的事情都是一件好事。任何有助于发展中左翼关系的东西，无论是现在、明天还是将来，都会受到保守党领导的政府的欢迎。由于工党目前正努力保持健康的民调领先地位，不在工党之外寻找政治伙伴实在愚不可及”。
劳森指出，有时候，许多人受累于保守的政策和工党内部缺乏民主的现实，并指出，“不同但互补的传统可以使我们更强大”。

### 创立大会
英国自由主义左派作为一个有组织有预谋的政治派系于2012年2月成立，尽管成立时间短暂，但却是备受英国主流媒体的关注，该团体的正式亮相于公众将与将于2012年3月10日在英格兰]盖茨黑德年度自民党会议同时举行。

## 核心人物
该党成立时的执行委员会包括:
- 主席：琳达·杰克
- 战略副主席：罗恩·贝德尔
- 会员副主席: 露丝·布莱特
- 政策副主席:理查德·格勒森
- 出版发行编辑：乔恩·格尔德
- 财政部长：斯蒂夫·奈特
- 外部联络员:西蒙·赫伯迪奇[8]